# Lanrodec
Lanrodec (Bretons: Lanrodeg) is een gemeente in het Franse departement Côtes-d'Armor (regio Bretagne). De plaats maakt deel uit van het arrondissement Guingamp. Lanrodec telde op 1 januari 2022 1.380 inwoners.
Het dorp ligt langs de N12/E50 tussen Saint-Brieuc en Guingamp.

## Geografie
De oppervlakte van Lanrodec bedroeg op 1 januari 2022 31,92 vierkante kilometer; de bevolkingsdichtheid was toen 43,2 inwoners per km².
De onderstaande kaart toont de ligging van Lanrodec met de belangrijkste infrastructuur en aangrenzende gemeenten.

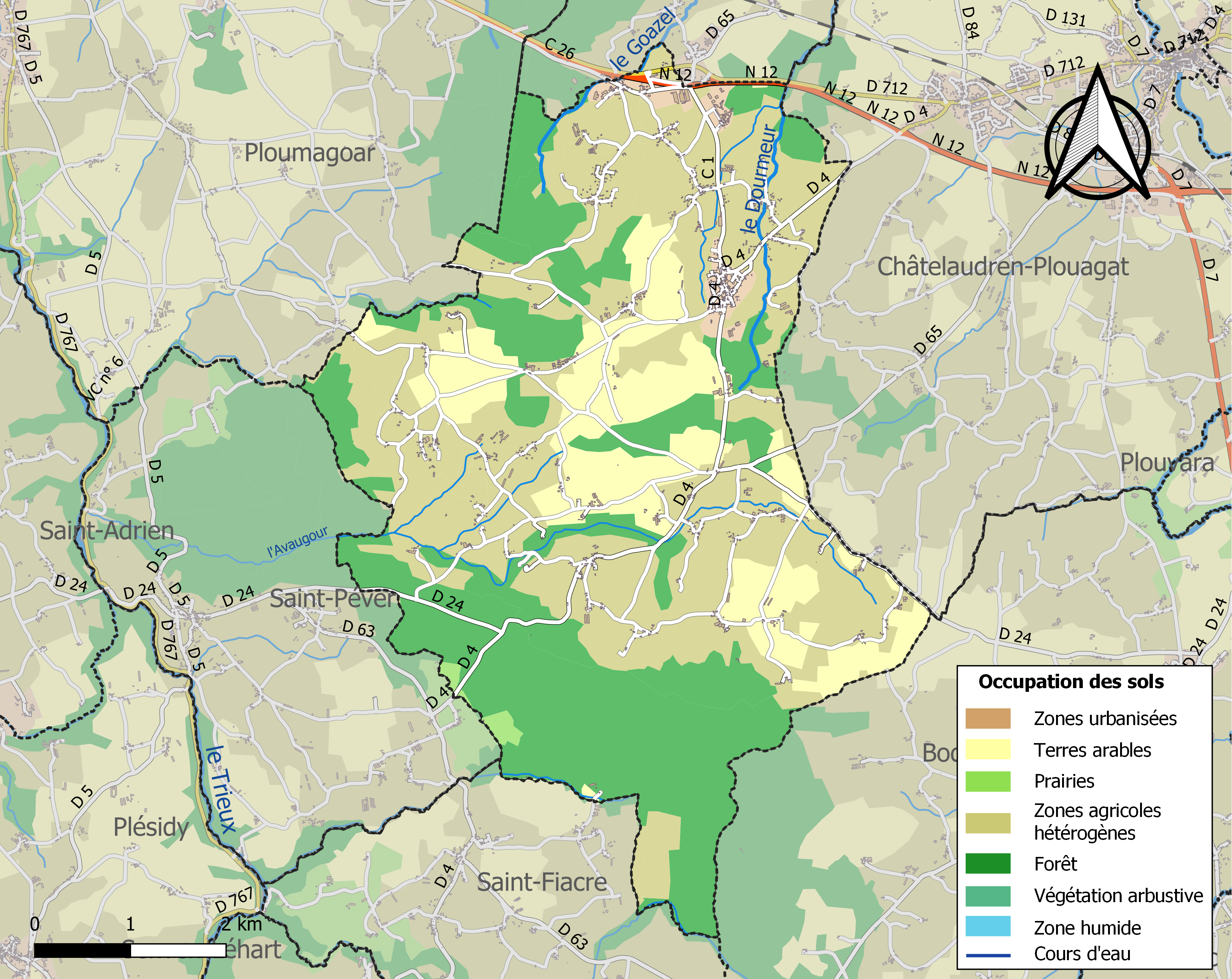

## Demografie
Onderstaande figuur toont het verloop van het inwonertal (bron: INSEE-tellingen).